# Foliation (livre)
Foliation : numéroter les feuilles d’un livre mais au recto uniquement.
Terme principalement utilisé pour décrire la numérotation des pages d'un livre ancien, codex ou incunable.
Au XVIe siècle, la foliation en chiffres romains laisse place à celle en chiffres arabes.